# Pacte de stabilité et de croissance
 (avril 2025).
Le pacte de stabilité et de croissance (PSC) désigne un ensemble de règles de discipline budgétaire que les États de la zone euro se sont engagés à respecter. C'est l’instrument dont les pays de la zone euro se sont dotés afin de coordonner leurs politiques budgétaires nationales et d’éviter l’apparition de déficits publics excessifs. Il impose aux États de la zone euro d’avoir à terme des budgets proches de l’équilibre ou excédentaires — sauf exceptions temporaires accordées en cas de crises économiques sous réserves de politiques structurelles engagées, comme pour la France et l'Allemagne en 2008 et en 2020 (crise due à la pandémie du Covid 19)
Le PSC est fondé sur les articles 121 (ex-article 99 TCE) et 126 (ex-article 104 TCE) du traité sur le fonctionnement de l'Union européenne. Adopté au Conseil européen d’Amsterdam le 17 juin 1997, ce pacte a acquis une valeur normative par deux règlements du Conseil de l'Union européenne du 7 juillet 1997. Le PSC prolonge l’effort de réduction des déficits publics engagé en vue de l’adhésion à l’Union économique et monétaire (UEM) et l'institution de l'euro. Cependant, contrairement à la politique monétaire, la politique budgétaire demeure une compétence nationale.
Suspendu depuis le 23 mars 2020, du fait de la hausse des dépenses publiques induite par la crise sanitaire, la suspension a été reconduite en 2022 jusqu'au 31 décembre 2023 en raison de la crise énergétique. Le pacte de stabilité et de croissance est de nouveau en vigueur dans une version réformée depuis le 30 avril 2024.

## Historique
L’idée d’un pacte de stabilité voit le jour en 1995 sous l’impulsion du gouvernement allemand de Helmut Kohl. Alors que l’union monétaire est en préparation, les allemands craignent qu’une gestion budgétaire défaillante de certains États membres, réputés moins rigoureux dans la gestion de leurs finances publiques, ne mette en péril la stabilité de l’union monétaire dans son ensemble. Ceux-ci oeuvrent donc activement à la mise en place d’un cadre budgétaire contraignant, pour l’application des règles du traité de Maastricht.
En novembre 1995, le ministre allemand des Finances, Theo Waigel, propose alors un « pacte de stabilité pour l’Europe ». Ce pacte avait pour objectif de sanctionner les États membres ne respectant pas les règles budgétaires fixées par le traité de Maastricht, à savoir le plafonnement des déficits publics à 3 % du PIB et celui de la dette publique à 60 % du PIB. Afin de respecter la limite des 3 % et disposer d'une marge de sécurité, celui-ci prévoyait même comme objectif un plafonnement des déficits publics des États membres à 1 % du PIB.
C’est dans la continuité de cette proposition, mais sous des modalités sensiblement différentes, que le pacte de stabilité et de croissance est adopté par le biais d’une résolution au Conseil européen d’Amsterdam de juin 1997. Il verra sa valeur normative consacrée par deux règlements européens adoptés en 1997.

## Dispositions
- Pays respectant les critères de Maastricht.
- Pays respectant les critères sur un point seulement.
- Pays avec dette et déficit public modérés.
- Pays avec déficit public modéré.
- Pays avec dette et déficit public forts.
- Pays avec déficit et dette très forts, pays en difficulté.

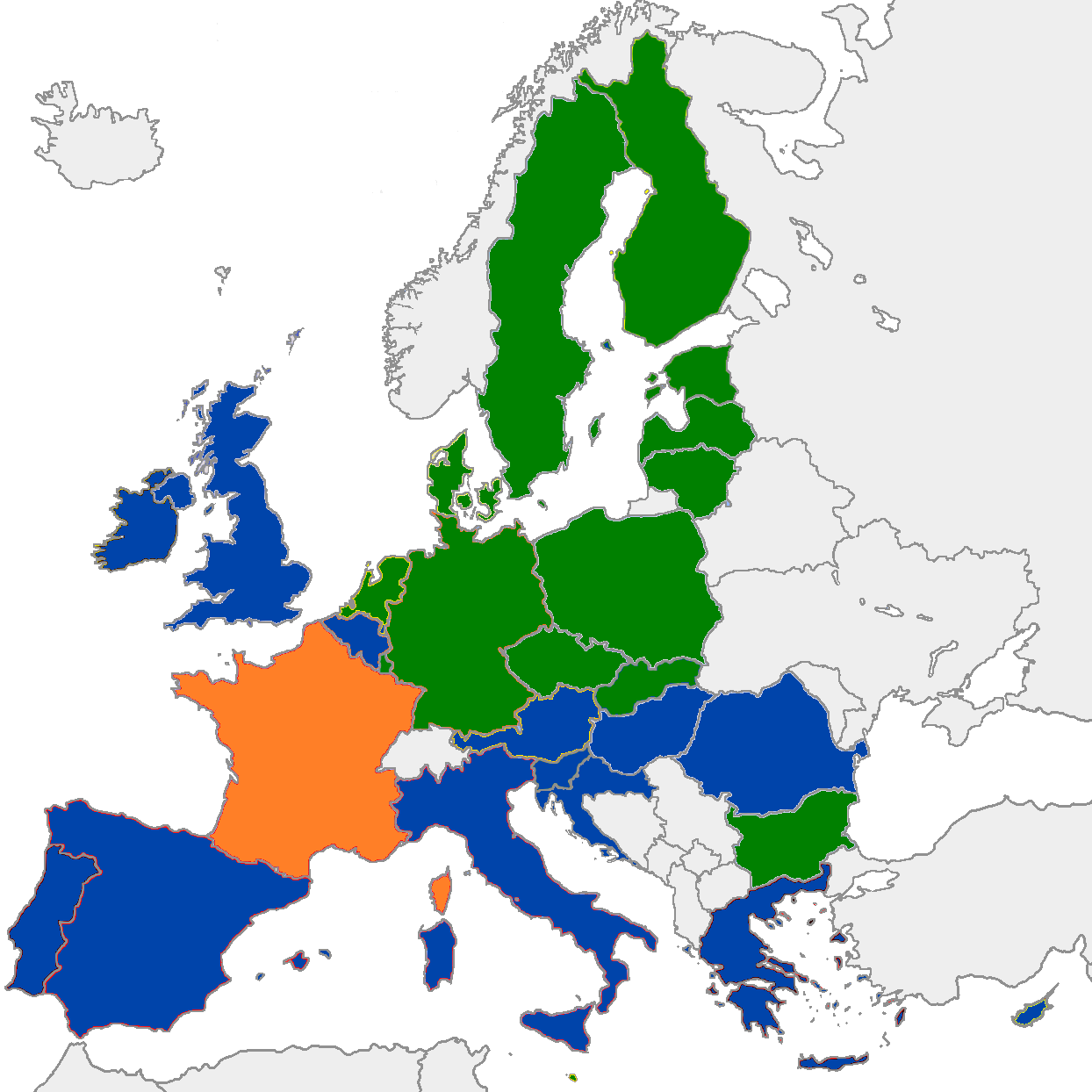
Situation fin 2019 :
Pays respectant les critères de Maastricht.
Pays respectant les critères sur un point seulement.
Pays avec dette et déficit public modérés.
Pays avec déficit public modéré.
Pays avec dette et déficit public forts.
Pays avec déficit et dette très forts, pays en difficulté..

Le PSC comporte deux types de dispositions :
La surveillance multilatéraledisposition préventive : les États de la zone euro présentent leurs objectifs budgétaires à moyen terme dans un programme de stabilité actualisé chaque année. Un système d’alerte rapide permet au Conseil pour les affaires économiques et financières (Conseil ECOFIN), réunissant les ministres de l'Économie et des finances de l'Union, d'adresser une recommandation à un État en cas de dérapage budgétaire.
La procédure de déficit excessifdisposition dissuasive. Elle est enclenchée dès qu'un État membre dépasse le critère de déficit public fixé à 3 % du produit intérieur brut (PIB), sauf circonstances exceptionnelles. Le Conseil ECOFIN adresse alors des recommandations pour que cet État mette fin à cette situation. Si tel n'est pas le cas, le Conseil peut prendre des sanctions : dépôt auprès de la Banque centrale européenne qui peut devenir une amende (de 0,2 à 0,5 % PIB de l’État en question) si le déficit excessif n’est pas comblé.
Au 12 octobre 2012, sur les 27 États membres de l'Union européenne, 24 font l'objet d'une procédure pour déficit excessif (dont 15 des 17 États ayant adopté l'euro). La France fait partie des États de la zone euro dont le déficit public en 2010 a été le plus élevé.

## Réforme de 2005
Lors du Conseil européen des 22 et 23 mars 2005, les chefs d'État et de gouvernement de l'UE ont décidé de réviser le pacte de stabilité et de croissance. Selon la nouvelle mouture du pacte, les États membres doivent toujours maintenir leur déficit et leur dette publique en dessous des seuils fixés respectivement à 3 % et à 60 % du PIB.
Cependant les conditions du pacte ont été assouplies sur plusieurs points : les États membres pourront ainsi échapper à une « procédure de déficit excessif » dès lors qu'ils se trouvent en situation de récession alors que cette exemption n'était jusqu'alors accordée qu'aux États frappés par une crise de croissance sévère (entraînant une perte supérieure ou égale à 2 points de PIB). La décision d'engager une procédure de déficit excessif ne sera en outre prise qu'après examen d'un certain nombre de « facteurs pertinents », susceptibles d'entraîner la suspension de la procédure, et les délais seront également allongés.
On notera toutefois que la réforme du PSC de mars 2005 constitue un simple accord politique, puisque le Conseil européen n'a pas compétence pour modifier un règlement du Conseil de l'Union européenne. Les deux règlements du 7 juillet 1997 fondant le PSC demeurent donc toujours en vigueur dans leur rédaction initiale.

## Pacte de stabilité et de croissance renforcé et «six-pack»
On appelle « six-pack »  un ensemble de cinq règlements et d'une directive proposés par la Commission européenne et approuvés par les 27 États membres et le Parlement européen en octobre 2011. Ce renforcement tient compte, entre autres, des variations des prix de l'immobilier (moins de 6 %) et du taux d'endettement public (inférieur à 130 % du PIB). Il fait suite à la double crise de 2008-2010 et aux problèmes internes de l'Espagne et de l'Irlande.

### Volet budgétaire
À partir de décembre 2011, si les pays  qui sont en procédure de déficit excessif (PDE) (23 sur 27 pays en décembre 2011) ne se conforment pas aux recommandations que le Conseil leur a adressées, le Conseil, sur recommandation de la Commission européenne, leur adressera des sanctions, sauf si une majorité qualifiée d'États s'y oppose. Il s'agit là d'une nouvelle procédure de prise de décision, appelée "majorité inversée",,.
Par ailleurs, les États doivent avoir un objectif à moyen terme (OMT) qui permet de garantir la viabilité des finances publiques. Celui-ci, qui consiste à prévoir un retour à l'équilibre structurel des comptes publics (déficit structurel limité à 1 % du PIB) est défini par la Commission européenne pour chaque État. Il ne s'agit pas de limiter les dépenses, mais de s'assurer qu'il y ait des recettes équivalentes en face. Le pacte de stabilité réformé permet une meilleure surveillance des pays avec, en cas de difficultés graves, la possibilité de prendre des sanctions.
En effet, les deux volets historiques du Pacte de stabilité sont réformés :
Volet préventif,Modifié afin d'approfondir la surveillance des budgets des États membres et d'introduire un mécanisme d'incitation (sanction) en cas de non-respect de l'objectif budgétaire imposé par l'Union.
Volet correctif,Modifié afin de renforcer les sanctions en cas de déficits excessifs.

### Volet dette
Les pays qui ont une dette qui dépasse 60 % du PIB feront l'objet d'une PDE (procédure de déficit excessif) s'ils ne réduisent pas d'un vingtième par an (sur une moyenne de trois ans) l'écart entre leur taux d'endettement et la valeur de référence de 60 % (article 2 du règlement no 1467/97).

### Volet déséquilibres macroéconomiques
Les crises des dettes publiques grecque, espagnole et portugaise ne sont pas liées seulement au problème de déficit budgétaire mais également à des problèmes de compétitivité ; pour l'Espagne, une importante bulle immobilière a également eu un fort impact sur l’économie du pays.
Aussi, pour prévenir ce type de déséquilibre macroéconomique, un système d'alerte précoce a été mis en place. Si les pays présentent des déséquilibres importants, une procédure pour déséquilibre excessif peut être lancée et des sanctions pourront être prises à l'encontre des États. Il repose sur une série d'indicateurs : 
- moyenne mobile sur trois ans de la balance des transactions courantes en pourcentage du PIB (dans une fourchette comprise entre +6 % et -4 % du PIB)[7];:
- évolution des parts de marché à l'exportation, mesurée en valeur (sur cinq années, avec un seuil de -6 %);
- évolution sur trois ans des coûts unitaires nominaux de la main-d'œuvre (seuils de +9 % pour les pays de la zone euro, de +12 % pour les États hors zone euro);
- variation sur trois ans des taux de change réels effectifs sur la base de déflateurs IPCH/IPC, par rapport à 35 autres pays industriels (seuils de -/+5 % pour les pays de la zone euro, de -/+11 % pour les pays hors zone euro);
- dette du secteur privé en % du PIB (seuil de 160 %);
- flux de crédit dans le secteur privé en % du PIB (seuil de 15 %);
- variations en glissement annuel des prix de l'immobilier par rapport à un déflateur de la consommation calculé par Eurostat (seuil de 6 %);
- dette du secteur des administrations publiques en % du PIB (seuil de 60 %);
- moyenne mobile sur trois ans du taux de chômage (seuil de 10 %).

## Pacte de stabilité et le Pacte budgétaire européen (TSCG)
Lors du Sommet du 9 décembre 2011, les États européens se sont engagés dans la négociation d'un nouveau Traité renforçant davantage la discipline budgétaire.
Le Royaume-Uni et la République Tchèque ayant refusé de prendre part à la signature, la voie communautaire a dû être abandonnée au profit de la voie intergouvernementale.
Établi sous sa forme définitive lors du Conseil informel du 30 janvier 2012, les chefs d’État ont signé le Traité lors du Sommet du 2 mars 2012.
Ratifié par au moins 12 États membres de la zone euro, le Traité sur la stabilité, la coordination et la gouvernance de l'UEM (TSCG) a pu entrer en vigueur le 1er janvier 2013.
Les règles comptables inscrites dans le TSCG existent déjà dans le droit européen.
L’obligation de réduire d’un vingtième par an la dette supérieure à 60 % du PIB est déjà prescrite par l’article 2 du règlement n°1467/97. Cette disposition a été introduite par le règlement n°1177/2011 du 8 novembre 2011 (réforme dite du « Six-Pack »).
Quant au déficit structurel, plafonné à 0,5 % du PIB par le Pacte, il est déjà limité à 1 % du PIB par les Traités européens.
En outre, la réforme du « Six-Pack » a mis en place un « Objectif [budgétaire] à moyen terme » (OMT) défini par la Commission européenne pour chaque État.
En France, cet OMT oblige l’État à retrouver l’équilibre structurel de ses comptes publics, soit un déficit structurel limité à 0 %.
En d’autres termes, le présent Pacte budgétaire n’implique pas de mesures budgétaires plus contraignantes pour la France que celles déjà en vigueur au titre du Traité sur le fonctionnement de l'Union européenne (TFUE).
L’intérêt de ce nouveau traité (TSCG) est de modifier le niveau juridique applicable. Désormais les règles comptables ne seront plus uniquement inscrites dans les Traités européens mais directement dans le droit national des Etats ratifiant le Pacte.

## «Two-pack»
À l'instar du « six-pack », deux nouveaux règlements européens sont en cours d'élaboration. Ils visent à introduire un contrôle beaucoup plus strict des États de la zone euro en difficulté, notamment ceux souhaitant bénéficier d'une assistance financière. Aussi, ils visent à encadrer encore davantage le processus d'élaboration des budgets nationaux.
Ces deux textes sont intitulés :
- le règlement relatif au renforcement de la surveillance économique et budgétaire des États membres connaissant ou risquant de connaître de sérieuses difficultés du point de vue de leur stabilité financière au sein de la zone euro[15],
- le règlement établissant des dispositions communes pour le suivi et l'évaluation des projets de plans budgétaires et pour la correction des déficits excessifs dans les États membres de la zone euro[16].

Dans ce dernier, des mesures phares sont annoncées. Les États devront notamment :
- inscrire dans leur « processus budgétaire national » un « objectif budgétaire à moyen terme » respectant les critères du PSC. Ces règles devront être intégrées dans un texte à caractère contraignant, de préférence constitutionnel.
- mettre en place un conseil budgétaire « indépendant » chargé de surveiller la mise en œuvre de cet « objectif budgétaire à moyen terme ».

Ces deux premières réformes, jugées contraire au principe de subsidiarité par le Sénat français, seraient abandonnées. Elles se retrouvent toutefois dans l'article 3 du Traité sur la stabilité, la coordination et la gouvernance de l'UEM (TSCG).
- remettre, avec le programme de stabilité, un plan budgétaire à moyen terme (avant le 15 avril).
- communiquer à la Commission leur projet de loi de finances (« plan budgétaire ») avant le 15 octobre. Si la Commission estime que ce plan présente un « manquement particulièrement grave », elle pourra en demander la révision dans un délai de 15 jours. Si nécessaire, la Commission pourra également adopter un avis avant le 30 novembre. Celui-ci pourra être présenté au Parlement national, si celui-ci en fait la demande.

Ces deux projets de règlement ont été publiés par la Commission européenne le 23 novembre 2011 et approuvés par le Conseil des ministres des finances (EcoFin) le 21 février 2011. Ces projets, amendés par les eurodéputés, ont été approuvés en séance plénière le 13 juin 2012. Parmi les modifications introduites par les députés, la plus notable était sans aucun doute l'ajout d'un chapitre III au règlement « suivi et l'évaluation des projets de plans budgétaires » - chapitre consacré à la gestion de la dette et demandant notamment la création d'un fonds européen d'amortissement (FEA) – appelé communément « fonds de rédemption ». Un ajout négocié au Parlement pour recevoir le vote favorable des parlementaires socialistes sur les deux projets de règlements.
Pour autant, la création d'un tel fonds de rédemption ne satisfaisait ni les eurodéputés de droite, ni le Conseil européen. Depuis lors, des trilogues se tenaient régulièrement afin de trouver un compromis entre la Commission européenne, le Conseil européen et les parlementaires, représentés par la Commission ECON et notamment par les deux rapporteurs des textes : M. Gauzès (PPE) et Mme Ferreira (S&D).
Les trois institutions européennes, Commission, Conseil et Parlement, sont parvenues à un accord le 20 février 2013 - accord formellement entériné par le Conseil ECOFIN le 5 mars 2013.
Les deux projets de règlements ont été approuvés à une large majorité par les parlementaires européens le 12 mars 2013.
Leur approbation formelle est intervenir lors du prochain Conseil de l'Union européenne prévu du 13 mai 2013.
Les deux textes entreront en vigueur 20 jours après leur publication au Journal officiel de l'Union européenne.

## Modernisation (depuis 2022)
La présidence d'Emmanuel Macron critique les critères du pacte de stabilité et de croissance à partir de 2019, alors qu'à la suite de la pandémie de Covid-19 leur respect paraît impossible, par exemple la dette publique de l'Italie approche les 158 % de son PIB.
Les critères sont suspendus depuis 2020 en raison de la pandémie de covid et de l'inflation massive en conséquence.
Le Conseil d'analyse économique souligne dans une note de 2021 que les critères du pacte de stabilité sont trop rigides et peu adaptés à tous les pays. Il se positionne en faveur d'une révision des règles en vue de leur adaptation à la situation particulière de chaque pays sur la base d'une méthodologie commune.
Un processus de modernisation des règles budgétaires est engagé à partir de 2022, en suivant les recommandations du CAE. Les pays européens sont divisés cependant sur les nouveaux critères.

## Controverses
Les règles budgétaires préconisées par le pacte sont critiquées par certaines ONG et politiciens luttant contre la précarité, qu'ils accusent de cadenasser les financements publics, y compris pour des services vitaux pour la population qui ne sont dès lors plus en mesure de fonctionner correctement.
En janvier 2024, la réactivation du pacte, qui était mis en pause à la suite de la crise du COVID, a été très critiquée par le groupe de la Gauche au Parlement européen. L'eurodéputé belge Philippe Lamberts a qualifié cette mesure de « suicide économique, environnemental et démocratique ».
À l'inverse, l'ancien commissaire européen Thierry Breton considère en février 2025 qu'un déficit public à hauteur de 3 % du PIB est déjà inquiétant pour la soutenabilité de la dette publique et considère ces règles justifiées.

## Compléments